# Tripp Phillips
Owen Thomas Phillips III (ur. 26 sierpnia 1977 w Newport News) – amerykański tenisista.

## Kariera tenisowa
Jako zawodowy tenisista występował w latach 2001–2008.
Największe sukcesy odnosił jako deblista – wygrał 2 turnieje wchodzące w skład cyklu ATP World Tour (Tokio 2006, Indianapolis 2008) grając za każdym razem w parze z Ashleyem Fisherem. W Wielkim Szlemie jest półfinalistą US Open 2006, kiedy to razem z Fisherem wyeliminowali m.in. parę nr 8. turnieju Simon Aspelin–Todd Perry. Mecz o finał przegrali z deblem nr 2. rozgrywek Jonas Björkman–Maks Mirny.
Najwyżej sklasyfikowany w rankingu deblistów był na 29. miejscu w październiku 2006 roku.

### Finały w turniejach ATP World Tour
| Legenda                                      |
| -------------------------------------------- |
| Wielki Szlem                                 |
| Igrzyska olimpijskie                         |
| Tennis Masters Cup / ATP Finals              |
| ATP Masters Series / ATP Tour Masters 1000   |
| ATP International Series Gold / ATP Tour 500 |
| ATP International Series / ATP Tour 250      |

#### Gra podwójna (2–0)
| Końcowy wynik | Nr | Data                | Turniej      | Nawierzchnia | Partner       | Przeciwnicy               | Wynik finału   |
| ------------- | -- | ------------------- | ------------ | ------------ | ------------- | ------------------------- | -------------- |
| Zwycięzca     | 1. | 8 października 2006 | Tokio        | Twarda       | Ashley Fisher | Paul Goldstein Jim Thomas | 6:2, 7:5       |
| Zwycięzca     | 2. | 20 lipca 2008       | Indianapolis | Twarda       | Ashley Fisher | Scott Lipsky David Martin | 3:6, 6:3, 10–5 |